# Esfinx de Naxos
L'Esfinx de Naxos, és una esfinx que data de l'any 575 - 560 aC. i que va ser esculpida pels habitants de l'Illa de Naxos a l'antiga Grècia.

## Troballa i història

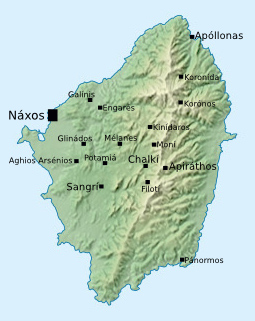
Mapa de l'Illa de Naxos.

L'esfinx procedeix de l'Illa de Naxos, encara que va ser una ofrena dels seus habitants realitzada en el Temple d'Apol·lo de Delfos, i originàriament se situava dalt d'una columna amb un capitell jònic, situada al sud del mateix santuari.

## Simbologia
Segons la mitologia grega, l'esfinx tenia la funció de vigilar el Santuari d'Apol·lo, i als visitants els proposava una endevinalla i a qui no l'ho endevinave els acabava matant.

## Característiques
- Estil: Grec, procedent de l'Illa de Naxos.
- Material: Marbre.
- Alçada: 10 metres, amb columna. (originàriament 12 metres).
- Tenia cap de kore, (donzella grega), cos de lleó i unes ales d'ocell.

## Conservació
La peça s'exposa de forma permanent al Museu Arqueològic de Delfos, (Grècia).